# Sandie Cochepain
Sandie Cochepain (20 octobre 1971 à Coutances en France - ) est une parapentiste française.

## Biographie
Membre de l'équipe de France de 1994 à 2001, elle fut championne du monde de parapente en 1997, championne d'Europe en 1998 et deuxième au classement général de la Coupe du monde de parapente en 1997 et en 1998
.
Elle fut aussi championne de France en 1995, 1999, 2000 et 2001.